# Trogoblemma modesta
Trogoblemma modesta är en fjärilsart som beskrevs av William Schaus 1911. Trogoblemma modesta ingår i släktet Trogoblemma och familjen nattflyn. Inga underarter finns listade i Catalogue of Life.